# Ministère de l'Économie nationale
Le ministère de l'Économie nationale est le ministère de la république démocratique du Congo responsable pour la politique économique du pays. 

## Attributions
- Politique économique nationale sous ses divers aspects, notamment la politique générale de la production, ainsi que la politique et la réglementation du marché intérieur par le contrôle et le suivi a priori des prix des produits locaux de base et par le contrôle a posteriori pour les produits importés, et des tarifs de prestation des services ;
- Mise en valeur de l’ensemble de l’espace productif national en collaboration avec les ministères ayant l’industrie et les petites et moyennes entreprises dans leurs attributions ;
- Évaluation des besoins de l’économie nationale ;
- Identification nationale, confirmation et recensement des agents économiques ;
- Avis sur les questions de politique économique et financière ayant un impact sur les approvisionnements, la production et les prix ;
- Politique, législation et réglementation de la concurrence sur toute l’étendue du territoire national ;
- Élaboration des statistiques économiques courantes (de production, sectorielles et globales, conjoncturelles et structurelles) et en assurer la conservation et la publication périodique ;
- Réalisation des études techniques et économiques concernant l’orientation économique et le comportement des agents économiques ;
- Encadrement des activités économiques ;
- Gestion du stock de sécurité, en collaboration avec le ministère chargé des Finances.

## Organisation
Le ministère de l'Économie nationale compte un effectif total de 2 461 personnes
- Cabinet
- Secrétariat général (2 360 personnes)
- Services généraux
- Direction de l’étude et planification
- Direction des approvisionnements, consommations et concurrence
- Direction de l'économie informelle
- Direction de la législation économique, commerciale et industrielle
- Direction de l'identification des opérateurs économiques
- Cadre permanent de concertation économique (101 personnes)
- Commission nationale de la concurrence
- Cellule de gestion des projets et des marchés publics
- Inspection économique, commerciale et industrielle